# جنی آریان
جنی آریان (انگلیسی: Jenny Arean؛ زادهٔ ۴ اکتبر ۱۹۴۲) هنرپیشه، و خواننده اهل پادشاهی هلند است.